# Rudolf von Bennigsen-Foerder (Rechtsanwalt)
Rudolf Johann Alexander von Bennigsen-Foerder (* 12. Juli 1879 in Reinbek; † 25. Juli 1939) war ein deutscher Rechtsanwalt und Syndikus, der bis 1932 dem Direktorium der Firma Borsig in Berlin angehörte.

## Leben und Wirken

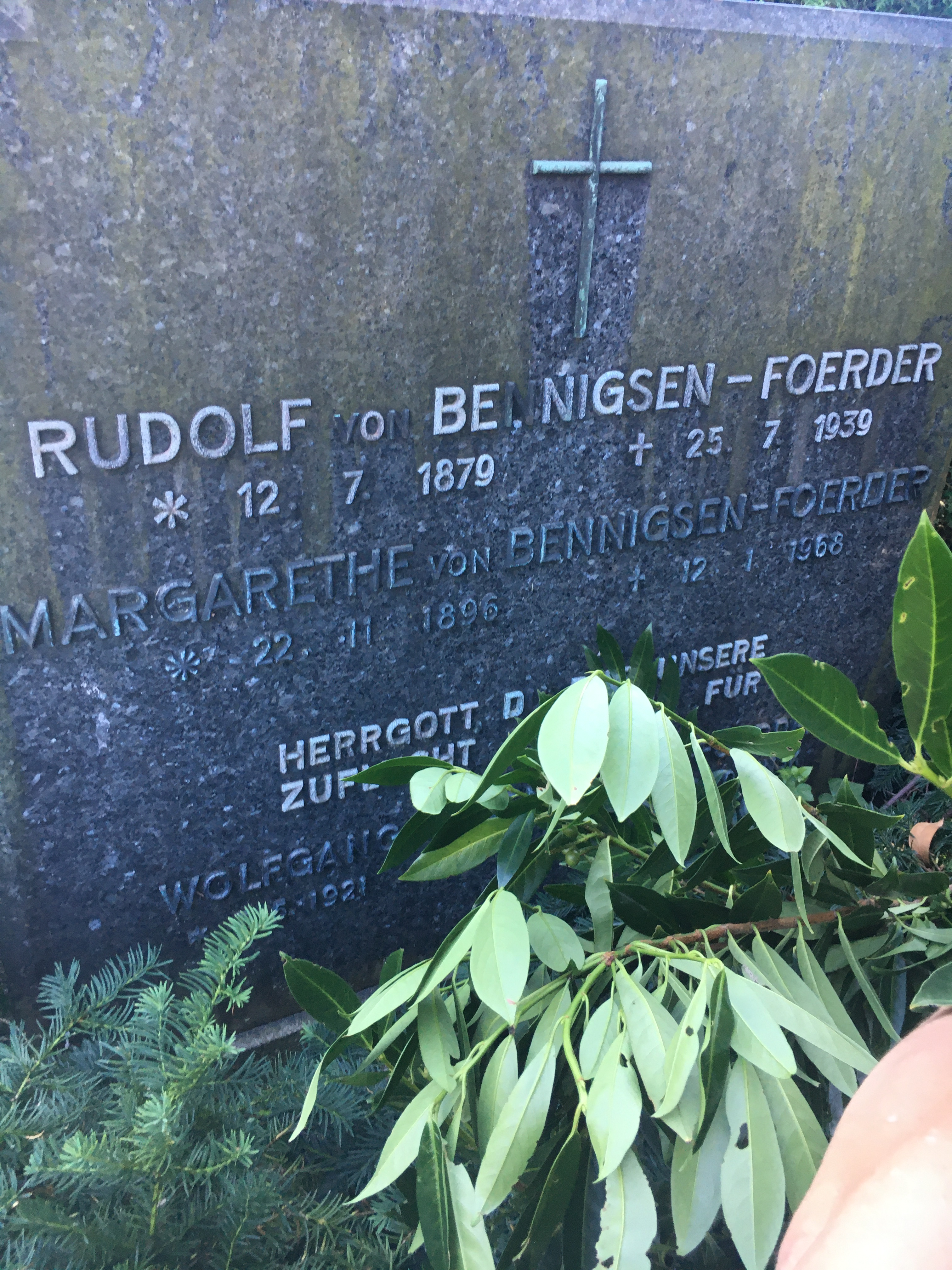
Grabstätte Rudolf von Bennigsen-Foerder

Rudolf von Bennigsen-Foerder entstammte einer Nebenlinie der alten hannöverschen Adelsfamilie von Bennigsen, die zahlreiche Juristen, Offiziere und Staatsbeamte (darunter den liberalen Politiker Rudolf von Bennigsen) hervorgebracht hatte. Er war der jüngste Sohn des Landrats Albert von Bennigsen-Foerder. Seine Mutter Klara stammte aus der preußischen Offiziersfamilie von Treskow.
Nach dem Besuch des Humanistischen Gymnasiums war er als Referendar tätig. Seit 1902 war er Mitglied des Corps Bremensia Göttingen. Nach Ablegung des Gerichtsassessors-Examens war er von Dezember 1912 bis 1914 Syndikus in der Firma A. Borsig, Berg- und Hüttenverwaltung (der späteren Borsig Aktiengesellschaft) in Oberschlesien. 1916 wurde er als „Kgl. preuß. Rechtsanwalt“ bezeichnet.
Im Januar 1919 wurde Rudolf von Bennigsen-Foerder zum Direktor der Firma A. Borsig, Zentralverwaltung GmbH, Berlin, berufen. Diese Funktion übte er bis Dezember 1932 aus. Ab Januar 1933 war er als Rechtsanwalt in Berlin tätig; seine Kanzlei befand sich in Berlin-Zehlendorf, Goethestraße 5.
1925 verzichtete er wegen der schlechten Wirtschaftslage der Firma Borsig zeitweise auf sein Gehalt.
Rudolf von Bennigsen-Foerder starb zwei Wochen nach seinem 60. Geburtstag und wurde auf dem Berliner Friedhof Zehlendorf beigesetzt. Die Grabstätte ist erhalten, aber verwaist.

## Familie
Er war verheiratet mit Margarete geborene Welt. Aus der Ehe ging der Sohn Rudolf Christian von Bennigsen-Foerder (1926–1989), hervor, der Industriemanager und langjähriger Vorstandsvorsitzender der VEBA AG wurde. Margarete, die Ehefrau von Rudolf von Bennigsen-Foerder, erhielt 1942 eine Pension von der Firma Borsig.